# Cour Saint-Nicolas
La cour Saint-Nicolas est une voie du 11e arrondissement de Paris, en France.

## Situation et accès
La cour Saint-Nicolas est une voie située dans le 11e arrondissement de Paris. Elle débute au 45, rue de Montreuil et se termine en impasse.

## Origine du nom
Le nom de cette voie fut donné par son propriétaire, un ex-négociant de la rue Saint-Nicolas.

## Historique
Elle a reçu cette appellation vers 1880.